# Wielewo (Barciany)
Wielewo (deutsch Willkamm) ist ein Dorf in Polen in der Woiwodschaft Ermland-Masuren. Das Dorf ist Teil des Schulzenamtes (sołectwo) Aptynty in der Landgemeinde Barciany (Barten) und gehört zum Powiat Kętrzyński (Kreis Rastenburg).

## Geografische Lage
Wielewo liegt im Norden Polens, etwa vier Kilometer südlich der Staatsgrenze zum russischen Oblast Kaliningrad im historischen Ostpreußen.

## Geschichte

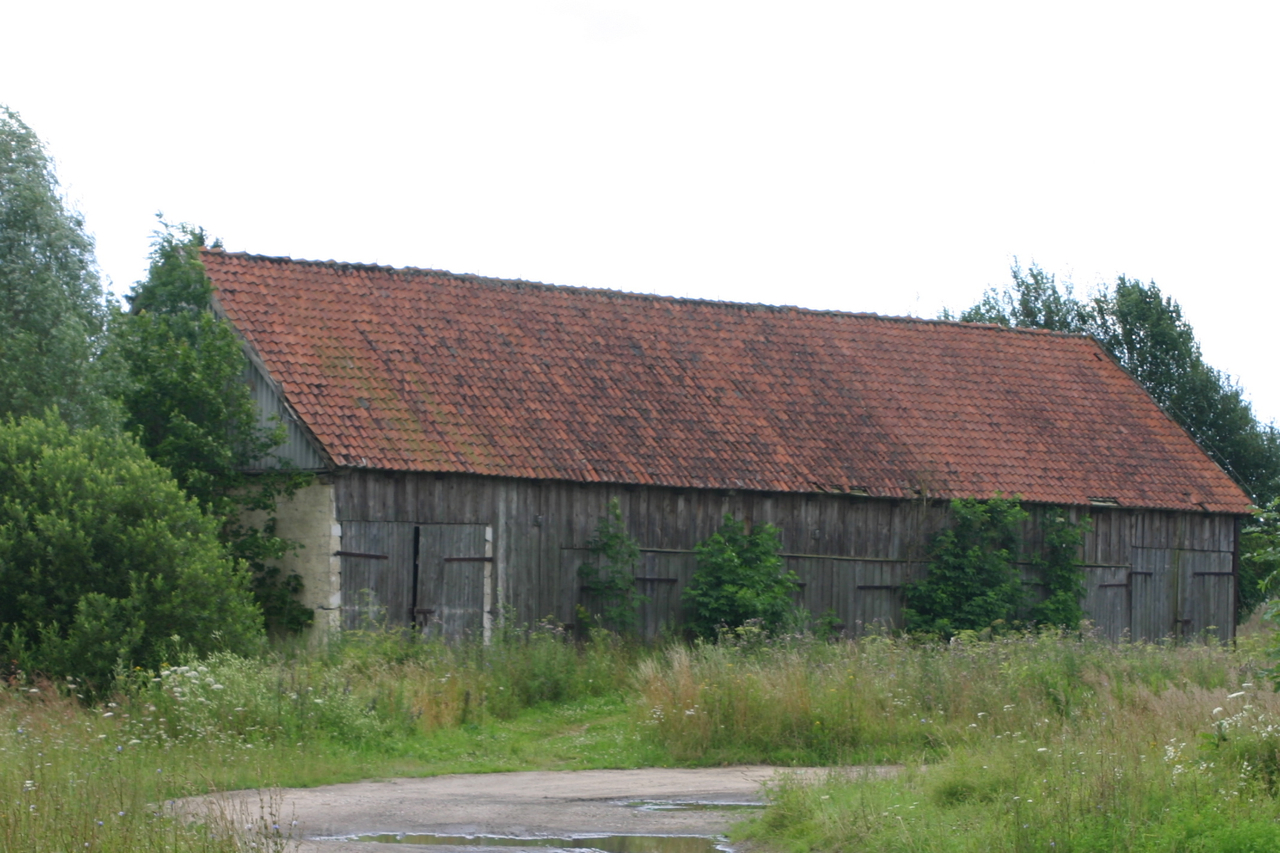
Landwirtschaftliches Gebäude in Wielewo

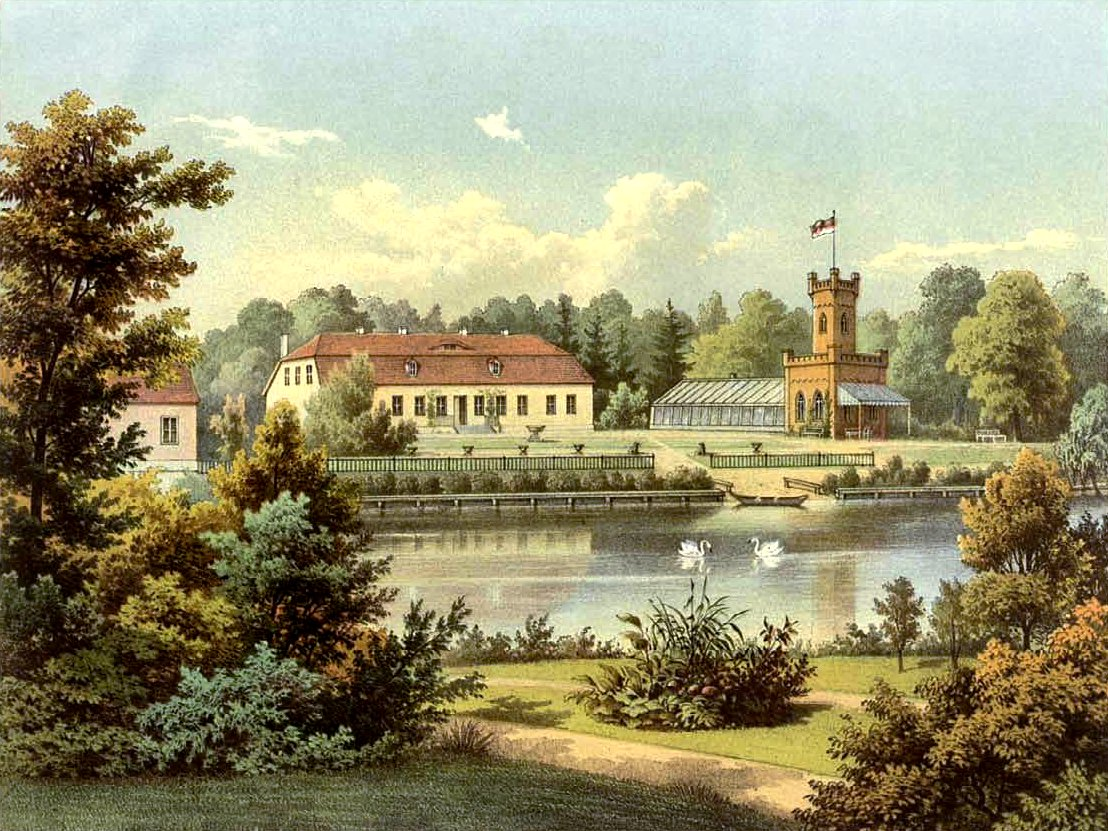
Rittergut Willkamm um 1860, Sammlung Alexander Duncker

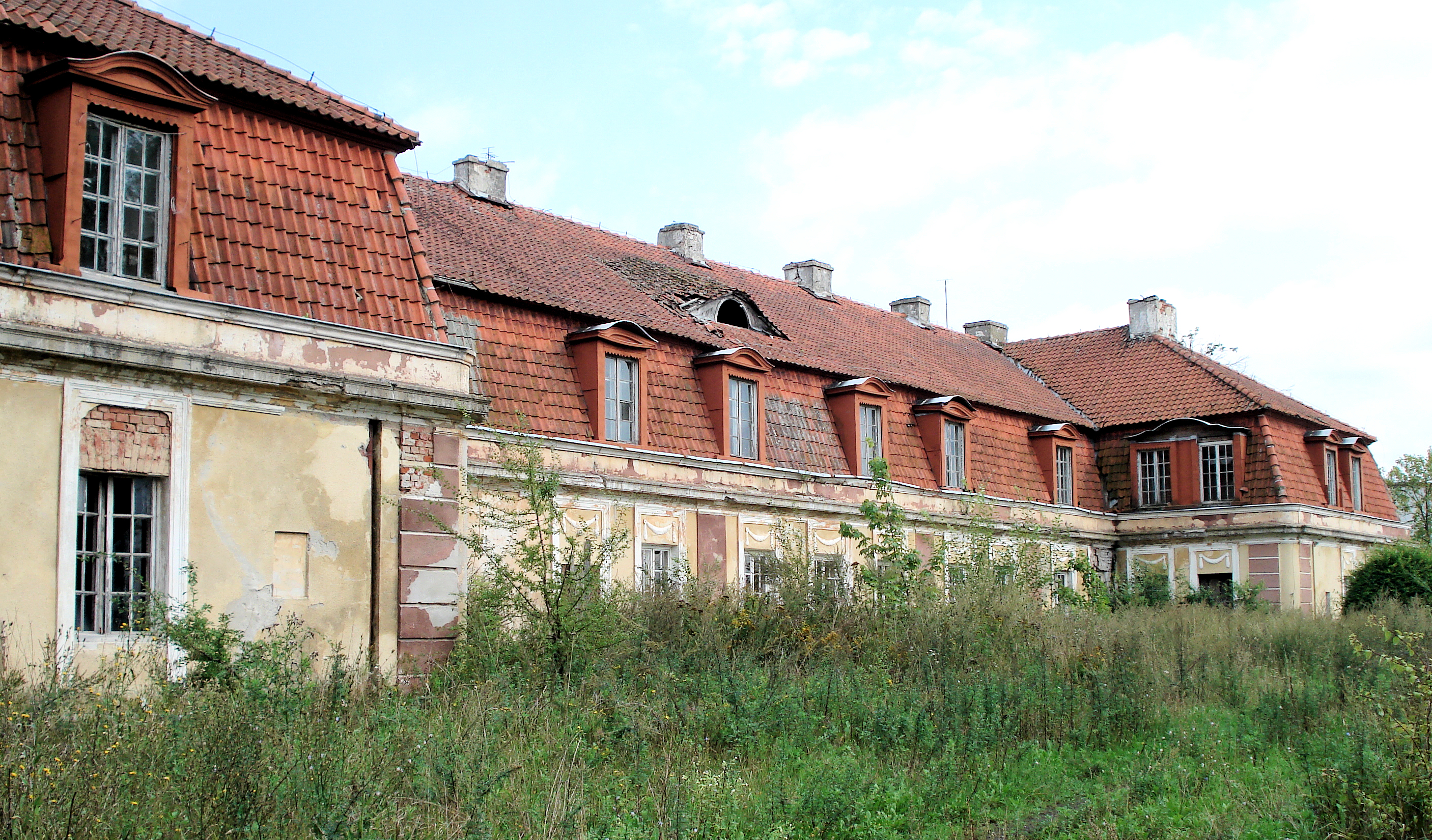
Das ehemalige Gutshaus Willkamm

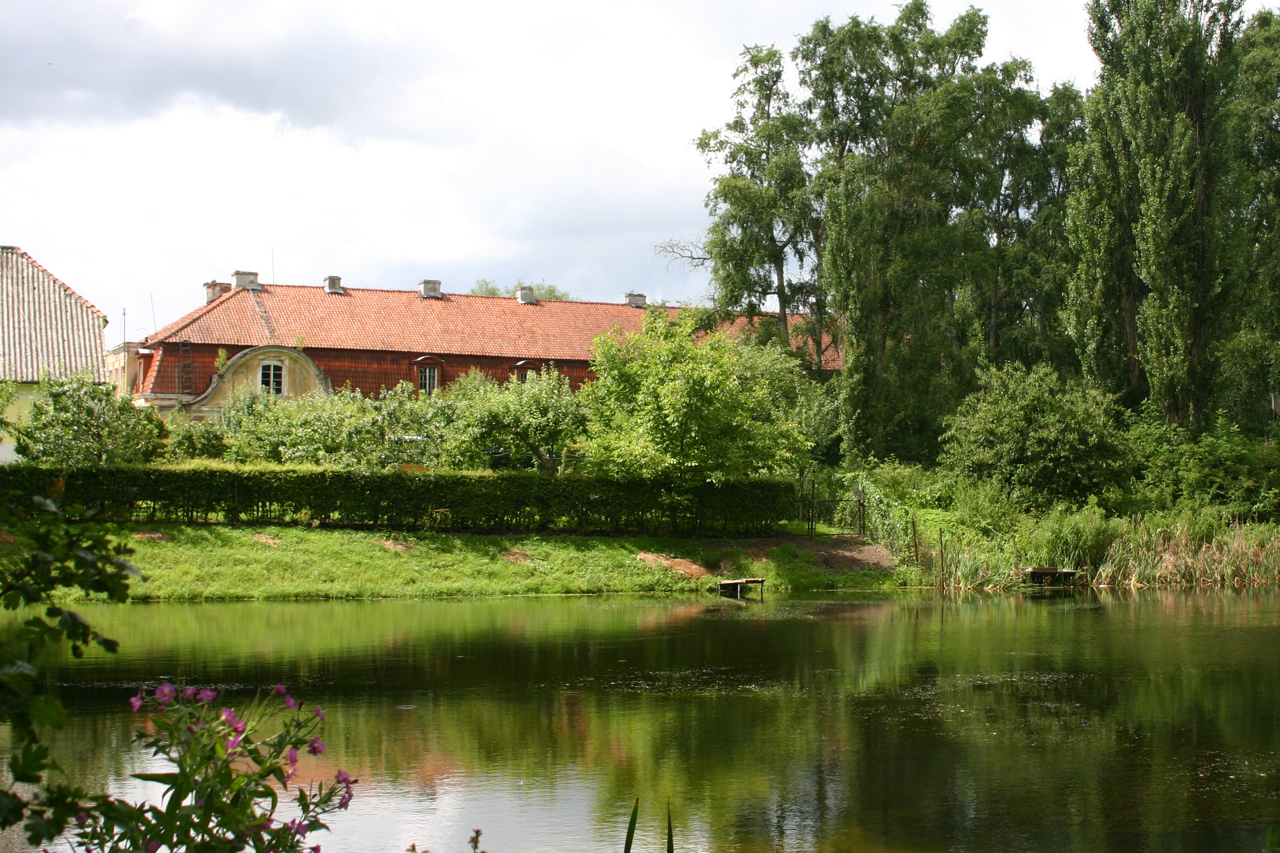
Gutshaus und Teich im Jahre 2009

Der Ursprung des heutigen Wielewo liegt vermutlich in einer Schenkung an Hinrik Brunsert aus der pruzzischen Familie von Bronsart. Dieser erhielt 12 Hufe des späteren Rittergutes Willkam geschenkt. Nach anderen Quellen erfolgte die Lokalisation 1409 nach Kulmer Recht. 1474 erhielt der Söldner Niclas von Rautter das Gut vom Deutschen Orden verliehen. Dessen Nachfolger lebten bis 1945 in Willkam.
Im Jahr 1785 gab es im Ort zehn Wohngebäude, 1933 lebten 587, 1939 515 Menschen in Willkamm.
Von 1874 bis 1945 war Willkamm Amtsdorf und damit namensgebend für einen Amtsbezirk, der zum Kreis Gerdauen im Regierungsbezirk Königsberg in der preußischen Provinz Ostpreußen gehörte. Zum Amtsbezirk gehörte nur ein Dorf: Willkamm.
1945, am Ende des Zweiten Weltkrieges, marschierte die Rote Armee in die Gegend ein. Als Folge des Krieges wurde Willkam als „Wielewo“ Teil der Volksrepublik Polen. 1970 lebten im Ort 156 Menschen, welchen ein Kinosaal mit 45 Plätzen zur Verfügung stand. 1973 wurde das Dorf Teil des Schulzenamtes Momajny (Momehnen) in der Gemeinde Skandawa (Skandau), ab 1977 Gemeinde Barciany.

## Gut Willkamm
Im Dorf befindet sich der 1797 errichtete Landsitz der Familie von Rautter. Das Gebäude ist einstöckig und heute dem Verfall ausgesetzt. Die Fenster waren sehr tief und reichten fast bis auf den Boden. In der Mitte der Gartenseite befindet sich ein runder Vorbau. 1925 wurden nach Plänen des Baumeisters Gemmel aus Gerdauen die Flügel angebaut. Nach dem Zweiten Weltkrieg war hier zuerst Militär untergebracht, später wurde das Gebäude von einer landwirtschaftlichen Produktionsgenossenschaft (Państwowe Gospodarstwo Rolne, PGR) genutzt.

## Kirche
Bis 1945 war Willkamm in die evangelische Kirche Molthainen (1938 bis 1945 Molteinen, polnisch Mołtajny) in der Kirchenprovinz Ostpreußen der Kirche der Altpreußischen Union sowie in die römisch-katholische Kirche Insterburg (heute russisch Tschernjachowsk) im damaligen Bistum Ermland eingepfarrt. Heute gehört Wielewo zur katholischen Pfarrei St. Anna Mołtajny im jetzigen Erzbistum Ermland sowie zur evangelischen Kirchengemeinde Barciany, einer Filialgemeinde der Johanneskirche Kętrzyn in der Diözese Masuren der Evangelisch-Augsburgischen Kirche in Polen.

## Verkehr

### Straße
Das Dorf Wielewo liegt an keiner größeren Straße. Über eine Nebenstraße kann in östlicher Richtung nach etwa einem Kilometer bei Aptynty (Aftinten) die Woiwodschaftsstraße 591 (frühere deutsche Reichsstraße 141) erreicht werden.

### Schienen
Der Ort verfügt über keinen regulären Bahnanschluss. Der nächste Bahnhof befindet sich 16 Kilometer südlich in Korsze (Korschen), wo es Direktverbindungen nach Olsztyn (Allenstein) und Posen sowie Ełk (Lyck) und Białystok gibt.
Sowohl östlich als auch westlich des Ortes verlaufen Bahngleise, welche heute kaum mehr genutzt werden. Ursprünglich bildeten sie eine Verbindung zwischen Gerdauen (russisch Железнодорожный= Schelesnodoroschny) im Norden und Korsze im Süden, heute erweitert um die PKP-Bahnstrecke Anielin Gradowo–Wielewo (–Schelesnodoroschny), die zwischen 1951 und 1956 gebaut und an der Wielewo eine Güterbahnstation im Rahmen der Umladeregion Skandawa wurde. Die Bahnstation liegt nördlich des Dorfes und ist seit 2000 nicht mehr in Betrieb.

### Luft
Der nächstgelegene internationale Flughafen ist der Flughafen Kaliningrad, der sich etwa 80 Kilometer nordwestlich auf russischem Hoheitsgebiet befindet. Der nächste internationale Flughafen auf polnischem Staatsgebiet ist der etwa 185 Kilometer westlich befindliche Lech-Wałęsa-Flughafen Danzig.

## Persönlichkeiten

### Aus dem Ort gebürtig
- Luise Katharina von Rautter (* 17. Februar 1650 in Willkamm), am Bau des ostpreußischen Kanalsystems Friedrichsgraben beteiligte Unternehmerin[10] († 1703)

### Mit dem Ort verbunden
- Niclas von Rautter (15. Jahrhundert), Ritter des Deutschen Ordens, Hauptmann zu Gerdauen, Gutsbesitzer von Willkamm